# 吉亞洛佩斯達拉古納

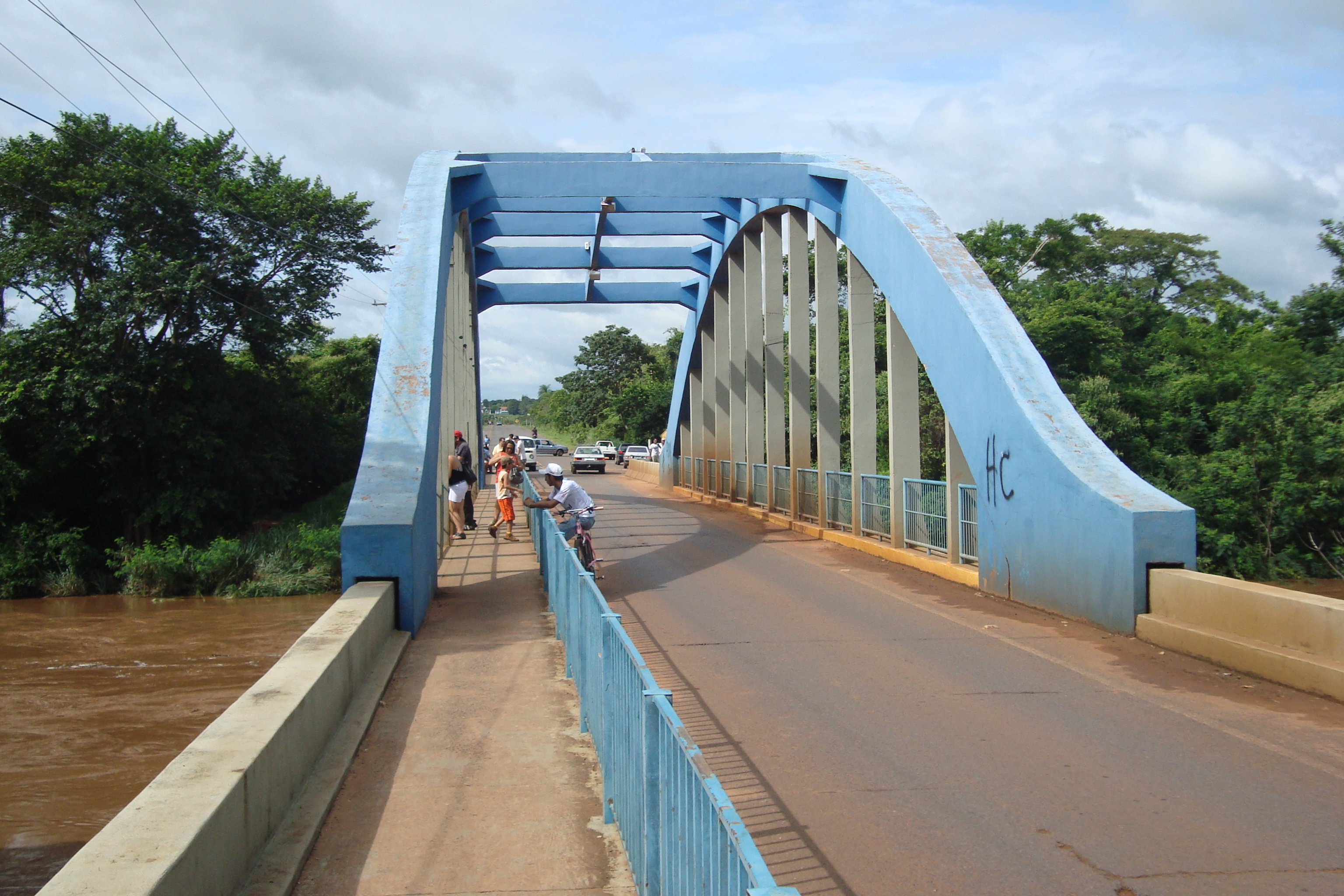
吉亞洛佩斯達拉古納

21°27′28″S 56°06′50″W / 21.45778°S 56.11389°W
吉亞洛佩斯達拉古納（葡萄牙語：Guia Lopes da Laguna），是巴西的城鎮，位於該國西部，由南馬托格羅索州負責管轄，始建於1938年，面積1,210平方公里，海拔高度272米，2007年人口12,555，人口密度每平方公里10.4人。